# Vittorio Morelli di Popolo
Vittorio Morelli di Popolo (Turín, Provincia de Turín, Italia, 11 de mayo de 1888 - Turín, Provincia de Turín, Italia, 1 de abril de 1963) fue un futbolista y director técnico italiano. Se desempeñaba en la posición de defensa.

## Selección nacional
Fue internacional con la selección de fútbol de Italia en 1 ocasión. Debutó el 29 de junio de 1912, en un encuentro por los Juegos Olímpicos Estocolmo 1912 ante la selección de Finlandia que finalizó con marcador de 3-2 a favor de los finlandeses. Su ingreso se produjo por Carlo De Marchi en el descanso del partido, cuando los cambios no estaban permitidos.

## Clubes

### Como futbolista
| Club         | País   | Año         |
| ------------ | ------ | ----------- |
| Torino F. C. | Italia | 1907 - 1915 |

### Como entrenador
| Club         | País   | Año         |
| ------------ | ------ | ----------- |
| Torino F. C. | Italia | 1930 - 1931 |